# Port lotniczy Napier
Port lotniczy Napier (IATA: NPE, ICAO: NZNR) – port lotniczy położony w Napier, na Wyspie Północnej, w Nowej Zelandii.

## Linie lotnicze i połączenia
- Air Chathams (Chatham Islands)
- Air Napier (Gisborne, Palmerston North)
- Air New Zealand obsługiwane przez Air Nelson (Auckland, Christchurch, Wellington)
- Air New Zealand obsługiwane przez Mount Cook Airline (Auckland)
- Sunair (Gisborne, Hamilton, Palmerston North, Rotorua, Tauranga)